# Cantin

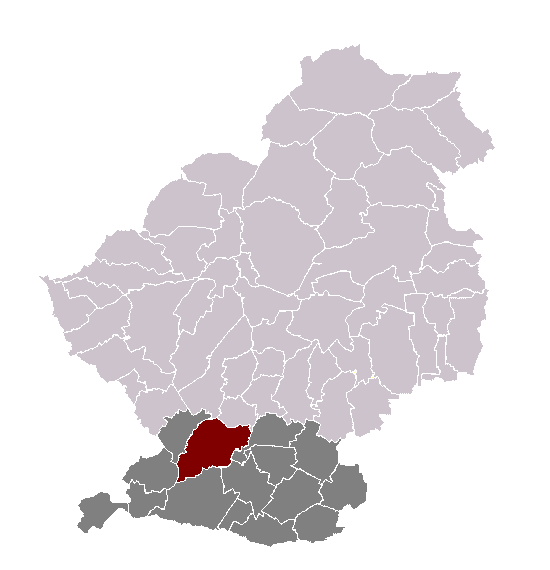
Localització de Cantin

Cantin és un municipi francès, situat a la regió dels Alts de França, al departament del Nord. L'any 2006 tenia 1.446 habitants. Limita al nord amb Dechy, al nord-est amb Roucourt, a l'est amb Erchin, al sud-est amb Bugnicourt, al sud amb Arleux, al sud-oest amb Estrées i al nord-oest amb Gœulzin.

## Demografia
| 1962                                       | 1968  | 1975  | 1982  | 1990  | 1999  | 2006  |
| ------------------------------------------ | ----- | ----- | ----- | ----- | ----- | ----- |
| 912                                        | 1.246 | 1.395 | 1.397 | 1.373 | 1.328 | 1.446 |
| Des de 1962: població sense dobles comptes |       |       |       |       |       |       |

## Administració
| Període | Identitat              | Partit |
| ------- | ---------------------- | ------ |
| 1995-   | Christian Courtecuisse |        |